# Hornborgasjön
Hornborgasjön is een meer in het Zweedse landschap Västergötland, op een afstand van 15 kilometer ten zuidoosten van de stad Skara. Het meer heeft een oppervlakte van 28 km² en een maximale diepte van 2 meter. Het meer geldt als een Ramsargebied.
Het meer en zijn omgeving staan bekend om het rijke vogelleven met ongeveer 100 verschillende soorten vogels. Veel trekvogels gebruiken het meer als rustplaats in het voorjaar en in de herfst. Veel vogels broeden ook in de omgeving van het meer, onder meer kraanvogels, die er zich van midden maart tot eind september ophouden. Het aantal kraanvogels komt soms in de buurt van de 10.000 stuks.